# Una notte d'amore
Una notte d'amore (One Night of Love) è un film del 1934, diretto da Victor Schertzinger e interpretato dal soprano Grace Moore che per quell'interpretazione, venne nominata all'Oscar alla miglior attrice. Il film vinse l'Oscar alla migliore colonna sonora e l'Oscar al miglior sonoro.

## Riconoscimenti
- 1935 - Premio Oscar
  - Miglior sonoro a John P. Livadary
  - Miglior colonna sonora a Louis Silvers
  - Candidatura Miglior film alla Columbia
  - Candidatura Migliore regia a Victor Schertzinger
  - Candidatura Miglior attrice protagonista a Grace Moore
  - Candidatura Miglior montaggio a Gene Milford